# الساركومة العضلية المخططة
السَّاركومةُ العَضَلِيَّةُ المُخَطَّطَة (بالإنجليزية: Rhabdomyosarcoma)‏، هو شكل من أشكال السرطان السريع النمو، يتطور من الخلايا العضلية الهيكلية (المخططة) التي فشلت في التشكل التام. ويعتبر بشكل عام مرضًا من أمراض الطفولة، حيث تحدث الغالبية العظمى من الحالات عند هؤلاء الذين تقل أعمارهم عن 18 عامًا. تُوصف عادة بأنها واحدة من «أورام الخلية الصغيرة، المستديرة، الزرقاء لمرحلة الطفولة» بسبب مظهرها على صبغة الهيماتوكسيلين واليوزين. على الرغم من كونه سرطانًا نادرًا نسبيًا، إلا أنه يمثل حوالي 40% من جميع ساركومات الأنسجة اللينة المسجلة.
يمكن أن تحدث الساركومة العضلية المخططة في أي مكان من الجسم، ولكن تظهر بشكل أكبر في الرأس والرقبة ومحجر العين والجهاز البولي التناسلي والأعضاء التناسلية والأطراف. لا توجد عوامل خطر واضحة لهذه الساركومة، ولكن المرض قد ارتبط مع بعض التشوهات الخلقية. تختلف العلامات والأعراض حسب موقع الورم، ويرتبط التشخيص بشكل وثيق بموقع الورم الرئيسي. أكثر الأماكن انتشاراً للورم هي الرئتين ومن ثم نقي العظام والعظم. هناك العديد من أنظمة التصنيف للساركومة العضلية المخططة ومجموعة متنوعة من الأنواع النسيجية المحددة. سرطان الرحم العضلي الجنيني هو النوع الأكثر شيوعاً ويشّكل حوالي 60% من الحالات.
تختلف نتائج المرضى بشكل كبير، تتراوح معدلات البقاء على قيد الحياة لمدة 5 سنوات بين 35% و 95% اعتماداً على نوع الساركومة المعنية، لذلك التشخيص الواضح أمر بالغ الأهمية للعلاج والإدارة الفعالة للمرض. غالباً ما يكون التشخيص الدقيق والسريع صعباً بسبب تفاوت أورام الساركومة وعدم وجود علامات جينية مختبرية قوية للمرض. عادةً ما تنطوي خطة العلاج على الجراحة والعلاج الكيميائي والإشعاع. تصل نسبة الشفاء من 60% إلى 70% في المرضى الذين تم تشخيص إصابتهم حديثاً بالساركومة الغير منتشرة إلى اماكن أخرى، باستخدام هذا النهج المشترك في العلاج. على الرغم من العلاج المتعدد الأساليب العدواني، إلا أن أقل من 20% من المرضى الذين يعانون من الساركومة العضلية المخططة المنتشرة قادرون على الشفاء من مرضهم.

## الأعراض والعلامات
يمكن أن تحدث الساركومة العضلية المخططة في أي موقع للأنسجة الرخوة تقريبًا في الجسم؛ المواقع الرئيسية الأكثر شيوعًا هي: الأنسجة البولية التناسلية (24٪)، الخلايا المجاورة للسحايا (16٪)، الأطراف (19٪)، مدار العين (9٪)، الرأس والعنق (10٪)، والمواقع الأخرى المتنوعة (22٪). غالبًا ما تظهر الساركومة العضلية المخططة ككتلة، ولكن قد تختلف العلامات والأعراض بشكل كبير حسب موقع الورم الرئيسي. الأورام التي تنشأ في خلف الصفاق والمنصف يمكن أن تصبح كبيرة جداً قبل أن تعطي علامات وأعراض. قد تعطي أورام الأنسجة المجاورة للسحايا أعراضاً كضعف في الأعصاب القحفية وأعراض التهاب الجيوب الأنفية وإفرازات الأذن والصداع وآلام الوجه. غالبًا ما تظهر أورام مدار العين بتورم وجحوظ. تظهر أورام الأورام عمومًا ككتلة متضخمة سريعة النمو في الأنسجة ذات الصلة. غالبًا ما يتيح انتشار السرطان في الرأس والوجه والعنق ظهور علامات مبكرة للمرض بسبب الطبيعة الواضحة للأورام في هذه المواقع. على الرغم من تباين العرض والطبيعة العدوانية للمرض؛ إلا أن الساركومة العضلية المخططة من السرطانات التي غالباً ما تُشخص وتُعالج مبكرًا. وجدت دراسة أن 23% من المرضى تم تشخيصهم في الوقت المناسب لاستئصال كامل لسرطانهم، وأن 15% لديهم استئصال مع الحد الأدنى من بقايا الخلايا المريضة فقط.

## روابط خارجية
- A booklet for parents telling them about Rhabdomyosarcoma and what to do if you have a child with this type of cancer
- HP:1956 Rhabdomyosarcomas at humpath.com (Digital slides)
- Rhabdomyosarcoma by Leonard Wexler, MD in the Sarcoma Learning Center
- Ped-Onc Resource Center
- Information about Rhabdomyosarcoma from St. Jude Children's Research Hospital
- "What is Rhabdomyosarcoma?". Cancer.org. مؤرشف من الأصل في 2009-05-28.
- http://www.healthsystem.virginia.edu/uvahealth/peds_oncology/rhabdo.cfm